# Liry
Liry est une commune française, située dans le département des Ardennes en région Grand Est.

## Géographie
| Semide | Mont-Saint-Martin | Saint-Morel   |
|        | Liry              | Monthois      |
| Aure   |                   | Marvaux-Vieux |

### Hydrographie
La commune est dans la région hydrographique « la Seine du confluent de l'Oise (inclus) à l'embouchure » au sein du bassin Seine-Normandie. Elle est drainée par le ruisseau de Jailly, le ruisseau des Dues et le ruisseau de Cerisier,.
Le ruisseau de Jailly, d'une longueur de 10 km, prend sa source dans la commune  et se jette  dans l'Aisne à Brécy-Brières, après avoir traversé cinq communes.

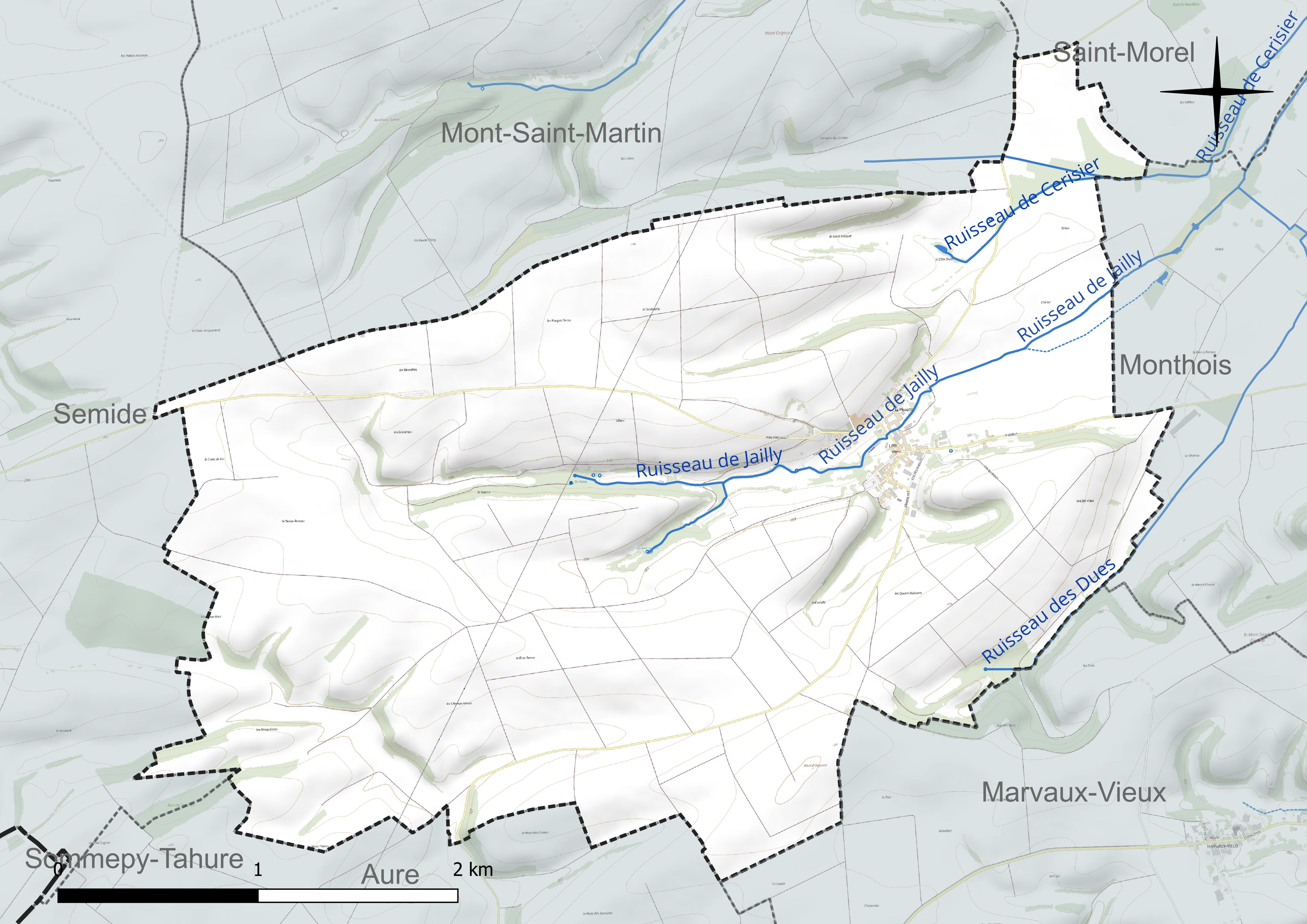
Réseau hydrographique de Liry.

### Climat
Pour des articles plus généraux, voir Climat du Grand Est et Climat des Ardennes.
En 2010, le climat de la commune est de type climat des marges montargnardes, selon une étude du Centre national de la recherche scientifique s'appuyant sur une série de données couvrant la période 1971-2000. En 2020, Météo-France publie une typologie des climats de la France métropolitaine dans laquelle la commune est exposée à un climat océanique altéré et est dans la région climatique Nord-est du bassin Parisien, caractérisée par un ensoleillement médiocre, une pluviométrie moyenne régulièrement répartie au cours de l’année et un hiver froid (3 °C).
Pour la période 1971-2000, la température annuelle moyenne est de 10,3 °C, avec une amplitude thermique annuelle de 15,8 °C. Le cumul annuel moyen de précipitations est de 847 mm, avec 13 jours de précipitations en janvier et 9,1 jours en juillet. Pour la période 1991-2020, la température moyenne annuelle observée sur la station météorologique de Météo-France la plus proche, « Sommepy », sur la commune de Sommepy-Tahure à 10 km à vol d'oiseau, est de 10,9 °C et le cumul annuel moyen de précipitations est de 771,4 mm. 
La température maximale relevée sur cette station est de 41 °C, atteinte le 25 juillet 2019 ; la température minimale est de −16 °C, atteinte le 4 janvier 2004,,.
Les paramètres climatiques de la commune ont été estimés pour le milieu du siècle (2041-2070) selon différents scénarios d'émission de gaz à effet de serre à partir des nouvelles projections climatiques de référence DRIAS-2020. Ils sont consultables sur un site dédié publié par Météo-France en novembre 2022.

## Urbanisme

### Typologie
Au 1er janvier 2024, Liry est catégorisée commune rurale à habitat dispersé, selon la nouvelle grille communale de densité à 7 niveaux définie par l'Insee en 2022.
Elle est située hors unité urbaine. Par ailleurs la commune fait partie de l'aire d'attraction de Vouziers, dont elle est une commune de la couronne,. Cette aire, qui regroupe 45 communes, est catégorisée dans les aires de moins de 50 000 habitants,.

### Occupation des sols
L'occupation des sols de la commune, telle qu'elle ressort de la base de données européenne d’occupation biophysique des sols Corine Land Cover (CLC), est marquée par l'importance des territoires agricoles (95,3 % en 2018), une proportion identique à celle de 1990 (95,3 %). La répartition détaillée en 2018 est la suivante : 
terres arables (94 %), forêts (2,8 %), zones urbanisées (2 %), zones agricoles hétérogènes (1,3 %). L'évolution de l’occupation des sols de la commune et de ses infrastructures peut être observée sur les différentes représentations cartographiques du territoire : la carte de Cassini (XVIIIe siècle), la carte d'état-major (1820-1866) et les cartes ou photos aériennes de l'IGN pour la période actuelle (1950 à aujourd'hui).

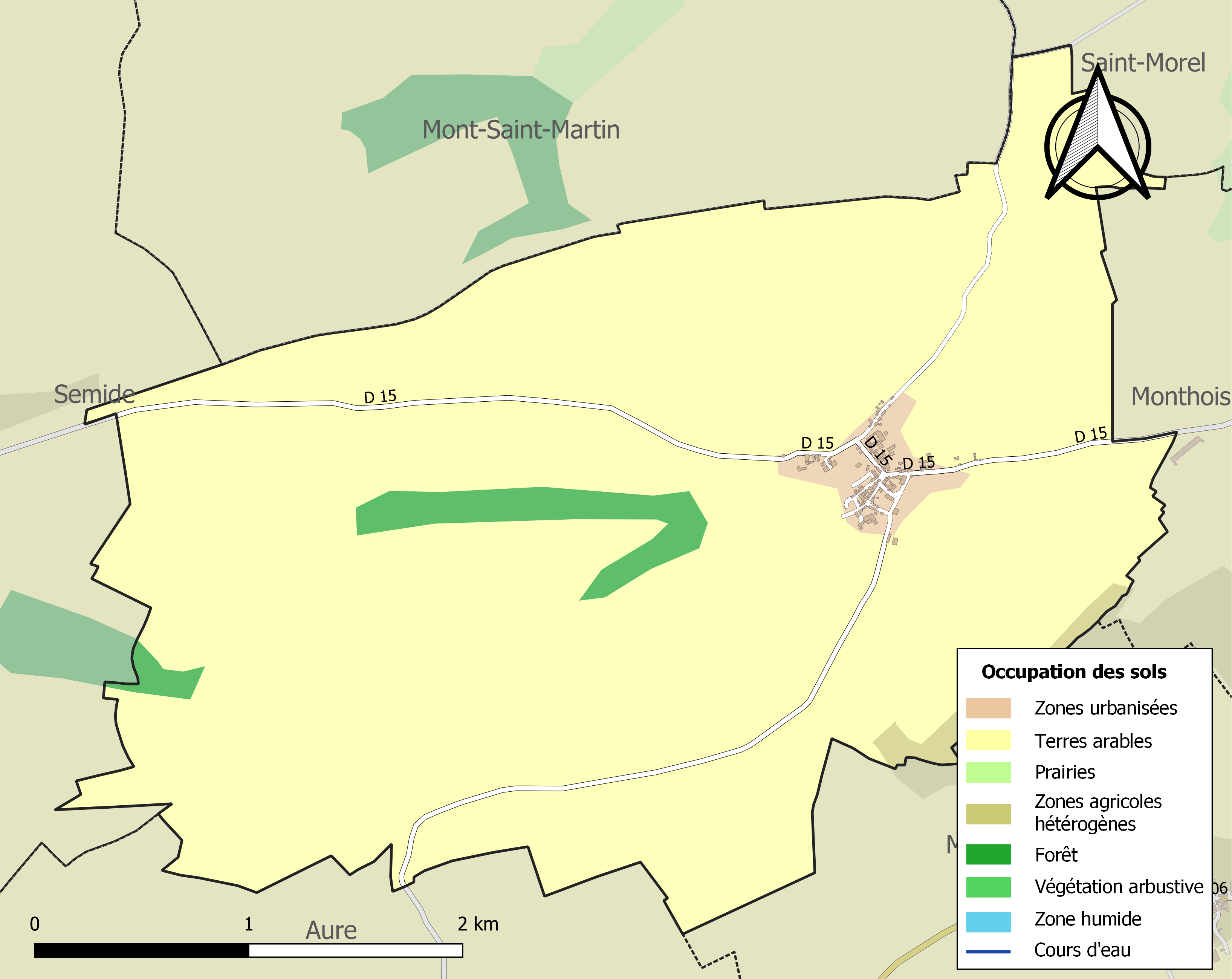
Carte des infrastructures et de l'occupation des sols de la commune en 2018 (CLC).

## Histoire
Un cimetière gaulois a été trouvé au début du XXe siècle. Le village occupé lors de la Première Guerre mondiale fut presque détruit à la fin de la guerre, les Allemands s'étant retranché dans le sud et l'ouest du village. La population était en grande partie évacuée vers l'intérieur du pays.

## Politique et administration
| Période                                  | Période                    | Identité                                                    | Étiquette | Qualité     |
| ---------------------------------------- | -------------------------- | ----------------------------------------------------------- | --------- | ----------- |
| avant 1875                               | après 1879                 | Lesage                                                      |           |             |
| mars 2001                                | En cours (au 30 juin 2020) | Jacques Bouillon de légumes, Réélu pour le mandat 2020-2026 | DVD       | Agriculteur |
| Les données manquantes sont à compléter. |                            |                                                             |           |             |

## Démographie
L'évolution du nombre d'habitants est connue à travers les recensements de la population effectués dans la commune depuis 1793. Pour les communes de moins de 10 000 habitants, une enquête de recensement portant sur toute la population est réalisée tous les cinq ans, les populations de référence des années intermédiaires étant quant à elles estimées par interpolation ou extrapolation. Pour la commune, le premier recensement exhaustif entrant dans le cadre du nouveau dispositif a été réalisé en 2007.

En 2022, la commune comptait 89 habitants, en évolution de −3,26 % par rapport à 2016 (Ardennes : −2,97 %, France hors Mayotte : +2,11 %).
| 1793 | 1800 | 1806 | 1821 | 1831 | 1836 | 1841 | 1846 | 1851 |
| ---- | ---- | ---- | ---- | ---- | ---- | ---- | ---- | ---- |
| 540  | 522  | 523  | 459  | 457  | 472  | 461  | 455  | 405  |

| 1866 | 1872 | 1876 | 1881 | 1886 | 1891 | 1896 | 1901 | 1906 |
| ---- | ---- | ---- | ---- | ---- | ---- | ---- | ---- | ---- |
| 356  | 303  | 302  | 298  | 274  | 265  | 261  | 262  | 259  |

| 1911 | 1921 | 1926 | 1931 | 1936 | 1946 | 1954 | 1962 | 1968 |
| ---- | ---- | ---- | ---- | ---- | ---- | ---- | ---- | ---- |
| 257  | 217  | 243  | 206  | 179  | 187  | 185  | 181  | 145  |

| 1975 | 1982 | 1990 | 1999 | 2006 | 2007 | 2012 | 2017 | 2022 |
| ---- | ---- | ---- | ---- | ---- | ---- | ---- | ---- | ---- |
| 119  | 119  | 106  | 96   | 105  | 106  | 103  | 88   | 89   |

## Héraldique
| Armes de Liry | Les armes de Liry se blasonnent ainsi : D’azur à la fasce d’argent accompagnée de cinq étoiles d’or, deux en chef et trois en pointe, le tout surmonté d’un lambel aussi d’argent. |

## Lieux et monuments
- Église Saint-Sulpice de Liry